# Loon-Plage
Loon-Plage é uma comuna francesa na região administrativa de Altos da França, no departamento do Norte. Estende-se por uma área de 35.67 km². Em 2010 a comuna tinha 6 214 habitantes (densidade: 174,2 hab./km²).